# Casa Kendeffy din Cluj-Napoca
Casa Kendeffy din Cluj-Napoca (Bulev. Eroilor nr.2) este o clădire lipită de vechea primărie a orașului. 

## Descriere
După terminarea construcției primăriei, sub influența noii clădiri, a fost construită și casa Kendeffy, în stil clasicist. Planul casei a fost realizat probabil de Kagerbauer Antal, deoarece aspectul fațadei este specific proiectelor sale, cu 3 axe proeminente și cu cea din mijloc mai puțin proeminentă. Balconul îngust, situat deasupra porții de intrare, este elegant, asemeni casa scărilor, ornată cu vaze și cu un șir de stâlpi în stil toscan.